# Список наград и номинаций Адели
Список наград британской поп-исполнительницы Адели (англ. Adele Adkins) включает в себя премии и номинации, полученные певицей с момента начала её музыкальной карьеры в 2008 году.
Несколько синглов с её первого альбома 19 попали в хит-парады США (Billboard charts) и Великобритании (Singles Chart), включая «Chasing Pavements», «Cold Shoulder», «Hometown Glory» и «Make You Feel My Love», что и позволило ей выиграть престижную премию Грэмми в категории Лучший новый исполнитель.
21 февраля 2012 года на торжественной церемонии вручения музыкальных премий Brit Awards за 2012 год Адель получила две награды: за лучший британский альбом и как лучшая исполнительница.

## Награды
На начало февраля 2017 года Адель имеет более 100 наград, в числе которых десять Грэмми и Оскар, и более 290 номинаций.

## Золотой глобус
Премия «Золотой глобус» присуждается Голливудской ассоциацией иностранной прессы за заслуги в области кинематографа и телевидения, как отечественного, так и зарубежного. Адель была номинирована однажды и тогда же одержала победу.
| Год  | Номинируемая работа | Категория    | Результат |
| ---- | ------------------- | ------------ | --------- |
| 2013 | «Skyfall»           | Лучшая песня | Победа    |

## Оскар
| Год  | Номинируемая работа | Категория             | Результат |
| ---- | ------------------- | --------------------- | --------- |
| 2013 | «Skyfall»           | Лучшая песня к фильму | Победа    |

## American Music Awards
Адель имеет 4 награды и 5 номинаций на American Music Awards.
| 2011 | Адель |                                                             |           |
| 2011 | Адель | American Music Award for Artist of the Year                 | Номинация |
| 2011 | Адель | American Music Award for Favorite Adult Contemporary Artist | Победа    |
| 2011 | Адель | American Music Award for Favorite Pop/Rock Female Artist    | Победа    |
| 2011 | 21    | American Music Award for Favorite Pop/Rock Album            | Победа    |
| 2012 | Адель | American Music Award for Favorite Adult Contemporary Artist | Победа    |

## AIM Independent Music Awards
Премия, организованная в 2011 году ассоциацией Association of Independent Music (AIM) для награждения исполнителей из независимых лейблов Великобритании.
| Год  | Номинируемая работа | Категория                     | Результат | Ref.   |
| ---- | ------------------- | ----------------------------- | --------- | ------ |
| 2011 | Адель               | Most Played Independent Act   | Победа    | [ 8 ]  |
| 2011 | 21                  | Best «Difficult» Second Album | Победа    | [ 8 ]  |
| 2012 | Адель               | Most Played Independent Act   | Победа    | [ 10 ] |

## APRA Awards (Australia)
Премия APRA Awards ежегодно вручается австралийской ассоциацией Australasian Performing Right Association (APRA) самым значимым музыкантам и авторам года.
| Год  | Номинируемая работа   | Категория                      | Результат | Ref.   |
| ---- | --------------------- | ------------------------------ | --------- | ------ |
| 2012 | «Rolling in the Deep» | International Work of the Year | Номинация | [ 11 ] |
| 2017 | «Hello»               | International Work of the Year | Победа    | [ 12 ] |

## ARIA Music Awards
Награда ARIA Music Awards вручается австралийской ассоциацией Australian Recording Industry Association (ARIA).
| Год  | Номинируемая работа | Категория                         | Результат | Ref.   |
| ---- | ------------------- | --------------------------------- | --------- | ------ |
| 2011 | Адель               | Most Popular International Artist | Номинация | [ 14 ] |
| 2012 | Адель               | Best International Artist         | Номинация | [ 15 ] |
| 2016 | Адель               | Best International Artist         | Номинация | [ 16 ] |
| 2017 | Адель               | Best International Artist         | Номинация | [ 17 ] |

## Arqiva Commercial Radio Awards
Награда Arqiva Commercial Radio Awards ежегодно вручается самым успешным музыкантам от имени британской коммерческой радиоиндустрии.
| Год  | Номинируемая работа | Категория                                       | Результат | Ref.   |
| ---- | ------------------- | ----------------------------------------------- | --------- | ------ |
| 2012 | Адель               | (PPL) Most Played UK Artist on Commercial Radio | Победа    | [ 19 ] |

## ASCAP Pop Music Awards
Организация American Society of Composers, Authors and Publishers презентует серию ежегодных шоу с награждениями в 7 музыкальных категориях: поп, р-н-б и соул, кино и ТВ, латиноамериканская музыка, кантри-музыка, современная христианская музыка, и классическая концертная музыка.
| Год  | Номинируемая работа | Категория           | Результат | Ref.   |
| ---- | ------------------- | ------------------- | --------- | ------ |
| 2012 | «Someone like You»  | Most Performed Song | Победа    | [ 21 ] |
| 2013 | «Someone like You»  | Most Performed Song | Победа    | [ 22 ] |
| 2013 | «Rumour Has It»     | Most Performed Song | Победа    | [ 22 ] |

## BET Awards
Награда BET Awards вручается с 2001 года телесетью Black Entertainment Television афроамериканцам и другим представителям в области музыки, спорта и других сфер деятельности.
| Год  | Номинируемая работа | Категория                  | Результат | Ref.   |
| ---- | ------------------- | -------------------------- | --------- | ------ |
| 2016 | Адель               | Best Female R&B/Pop Artist | Номинация | [ 24 ] |

## Bravo Otto
Установленная в 1957 году немецкая награда Bravo Otto вручается журналом Bravo.
| Год  | Номинируемая работа | Категория                    | Результат | Ref.   |
| ---- | ------------------- | ---------------------------- | --------- | ------ |
| 2011 | Адель               | Super Singer Female (silver) | Победа    | [ 26 ] |

## British Academy Television Awards
Наград British Academy Television Awards (BAFTA TV Award) ежегодно вручаемая Британской академией кино и телевизионных искусств за достижения в области телевидения. Премия вручается с 1955 года и является британским аналогом премии «Эмми» в США.
| Год  | Номинируемая работа | Категория                    | Результат | Ref.   |
| ---- | ------------------- | ---------------------------- | --------- | ------ |
| 2016 | «Adele at the BBC»  | Best Entertainment Programme | Номинация | [ 28 ] |

## BBCMusic Awards
BBC Music Awards вручается компанией BBC за достижения в популярной музыке с декабря 2014 года.
| Год  | Номинируемая работа | Категория                        | Результат | Ref.   |
| ---- | ------------------- | -------------------------------- | --------- | ------ |
| 2015 | Адель               | British Artist of the Year       | Победа    | [ 30 ] |
| 2015 | Adele at the BBC    | BBC Live Performance of the Year | Победа    | [ 30 ] |
| 2016 | 25                  | BBC Radio 2 Album of the Year    | Победа    | [ 31 ] |
| 2016 | «Hello»             | BBC Song of the Year             | Победа    | [ 31 ] |
| 2016 | Адель               | British Artist of the Year       | Номинация | [ 31 ] |

## Billboard Awards

### Billboard Music Awards
На 20 апреля 2012 года Адель имела 18 наград и 35 номинаций.
| Год  | Номинируемая работа   | Категория                            | Результат | Ref.   |
| ---- | --------------------- | ------------------------------------ | --------- | ------ |
| 2012 | Адель                 | Top Artist of the Year               | Победа    | [ 36 ] |
| 2012 | Адель                 | Top Female Artist                    | Победа    | [ 36 ] |
| 2012 | Адель                 | Top Billboard 200 Artist             | Победа    | [ 36 ] |
| 2012 | Адель                 | Top Digital Songs Artist of the Year | Победа    | [ 36 ] |
| 2012 | Адель                 | Top Radio Songs Artist               | Победа    | [ 36 ] |
| 2012 | Адель                 | Top Hot 100 Artist                   | Победа    | [ 36 ] |
| 2012 | Адель                 | Top Digital Media Artist of the Year | Победа    | [ 36 ] |
| 2012 | Адель                 | Top Pop Artist of the Year           | Победа    | [ 36 ] |
| 2012 | «Rolling in the Deep» | Top Streaming Song (Video)           | Номинация | [ 36 ] |
| 2012 | «Rolling in the Deep» | Top Digital Song of the Year         | Номинация | [ 36 ] |
| 2012 | «Rolling in the Deep» | Top Streaming Song (Audio)           | Победа    | [ 36 ] |
| 2012 | «Rolling in the Deep» | Top Pop Song of the Year             |           | [ 36 ] |
| 2012 | «Rolling in the Deep» | Номинация                            |           | [ 36 ] |
| 2012 | «Rolling in the Deep» | Top Alternative Song of the Year     | Победа    | [ 36 ] |
| 2012 | «Rolling in the Deep» | Top Hot 100 Song                     | Номинация | [ 36 ] |
| 2012 | «Rolling in the Deep» | Top Radio Song                       | Номинация | [ 36 ] |
| 2012 | 21                    | Top Billboard 200 Album of the Year  | Победа    | [ 36 ] |
| 2012 | 21                    | Top Pop Album of the Year            | Победа    | [ 36 ] |
| 2012 | 19                    | Top Pop Album of the Year            | Номинация | [ 36 ] |
| 2012 | «Someone like You»    | Top Pop Song of the Year             | Номинация | [ 36 ] |
| 2013 | Адель                 | Top Billboard 200 Artist of the Year | Номинация | [ 37 ] |
| 2013 | Адель                 | Top Female Artist                    | Номинация | [ 37 ] |
| 2013 | Адель                 | Top Pop Artist                       | Номинация | [ 37 ] |
| 2013 | 21                    | Top Billboard 200 Album of the Year  | Номинация | [ 37 ] |
| 2013 | 21                    | Top Pop Album                        | Победа    | [ 37 ] |
| 2016 | Адель                 | Top Artist                           | Победа    | [ 38 ] |
| 2016 | Адель                 | Top Female Artist                    | Победа    | [ 38 ] |
| 2016 | Адель                 | Top Billboard 200 Artist             | Победа    | [ 38 ] |
| 2016 | Адель                 | Top Song Sales Artist                | Номинация | [ 38 ] |
| 2016 | Адель                 | Billboard Chart Achievement Award    | Номинация | [ 38 ] |
| 2016 | 25                    | Top Billboard 200 Album              | Победа    | [ 38 ] |
| 2016 | «Hello»               | Top Hot 100 Song                     | Номинация | [ 38 ] |
| 2016 | «Hello»               | Top Selling Song                     | Победа    | [ 38 ] |
| 2016 | «Hello»               | Top Radio Song                       | Номинация | [ 38 ] |
| 2017 | Адель                 | Top Artist                           | Номинация | [ 39 ] |
| 2017 | Адель                 | Top Female Artist                    | Номинация | [ 39 ] |

### Billboard Year-End Charts Awards
Адель имеет 20 наград.
| 2011 | Adele                 | Billboard Music Award for Top Artist                  | Победа |
| 2011 | Adele                 | Billboard Music Award for Hot 200 Artist              | Победа |
| 2011 | Adele                 | Billboard Music Award for Top Digital Songs Artist    | Победа |
| 2011 | «Rolling In The Deep» | Billboard Music Award for Top European Hot 100        | Победа |
| 2011 | «Rolling In The Deep» | Billboard Music Award for Top Digital Songs           | Победа |
| 2011 | «Rolling In The Deep» | Billboard Music Award for Pop Adult Songs             | Победа |
| 2011 | «Rolling In The Deep» | Billboard Music Award for Top Canadian Hot 100 Artist | Победа |
| 2011 | 21                    | Billboard Music Award for Top 200 Albums              | Победа |
| 2011 | 21                    | Billboard Music Award for Top Digital Albums          | Победа |
| 2011 | 21                    | Billboard Music Award for Top Canadian Hot 100 Albums | Победа |
| 2011 | 19                    | Billboard Music Award for Catalog Album               | Победа |
| 2012 | Adele                 | Artist of the Year                                    | Победа |
| 2012 | Adele                 | Hot 200 Artist of the Year                            | Победа |
| 2012 | Adele                 | Top Digital Songs Artist of the Year                  | Победа |
| 2012 | Adele                 | Top Adult Contemporary Artist of the Year             | Победа |
| 2012 | 21                    | Top 200 Albums of the Year                            | Победа |
| 2012 | 21                    | Top Digital Albums of the Year                        | Победа |
| 2012 | 21                    | Top Canadian Hot 100 Albums of the Year               | Победа |
| 2012 | 19                    | Catalog Album of the Year                             | Победа |

## BMI Awards
Ежегодная награда BMI Awards вручается от имени Broadcast Music, Inc. авторам музыки и слов в различных жанрах, включая поп-музыку.

### BMI Film & TV Awards
| Год  | Номинируемая работа | Категория             | Результат | Ref.   |
| ---- | ------------------- | --------------------- | --------- | ------ |
| 2013 | «Skyfall»           | Academy Award Winners | Победа    | [ 41 ] |

### BMI London Awards
| Год  | Номинируемая работа    | Категория           | Результат | Ref.   |
| ---- | ---------------------- | ------------------- | --------- | ------ |
| 2009 | «Chasing Pavements»    | Award-Winning Songs | Победа    | [ 42 ] |
| 2012 | «Rolling in the Deep»  | Award-Winning Songs | Победа    | [ 43 ] |
| 2012 | «Rolling in the Deep»  | Song of the Year    | Победа    | [ 43 ] |
| 2012 | «Someone like You»     | Award-Winning Songs | Победа    | [ 43 ] |
| 2012 | «Set Fire to the Rain» | Award-Winning Songs | Победа    | [ 43 ] |
| 2013 | «Skyfall»              | Pop Song Awards     | Победа    | [ 44 ] |
| 2013 | «Skyfall»              | Academy Award       | Победа    | [ 44 ] |
| 2013 | «Rumour Has It»        | Pop Song Awards     | Победа    | [ 44 ] |

### BMI Pop Awards
| Год  | Номинируемая работа    | Категория           | Результат | Ref.   |
| ---- | ---------------------- | ------------------- | --------- | ------ |
| 2012 | «Rolling in the Deep»  | Award-Winning Songs | Победа    | [ 45 ] |
| 2013 | «Rumour Has It»        | Award-Winning Songs | Победа    | [ 46 ] |
| 2013 | «Someone like You»     | Award-Winning Songs | Победа    | [ 46 ] |
| 2013 | «Set Fire to the Rain» | Award-Winning Songs | Победа    | [ 46 ] |

## BRIT Awards
Ежегодная музыкальная премия BRIT Awards вручается Британской ассоциацией производителей фонограмм (BPI, Великобритания) за достижения в области поп-музыки. Адель имеет 8 наград из 13 номинаций.
| Год  | Номинируемая работа | Категория                       | Результат | Ссылки        |
| ---- | ------------------- | ------------------------------- | --------- | ------------- |
| 2008 | Адель               | Critics' Choice                 | Победа    | [ 50 ]        |
| 2009 | Адель               | British Female Solo Artist      | Номинация | [ 51 ]        |
| 2009 | Адель               | British Breakthrough Act        | Номинация | [ 51 ]        |
| 2009 | «Chasing Pavements» | British Single of the Year      | Номинация | [ 51 ]        |
| 2012 | Adele               | British Female Solo Artist      | Победа    | [ 52 ]        |
| 2012 | «Someone like You»  | British Single of the Year      | Номинация | [ 52 ]        |
| 2012 | 21                  | British Album of the Year       | Победа    | [ 52 ]        |
| 2013 | «Skyfall»           | British Single of the Year      | Победа    | [ 53 ]        |
| 2016 | Adele               | British Female Solo Artist      | Победа    | [ 54 ] [ 55 ] |
| 2016 | Adele               | Global Success Award            | Победа    | [ 54 ] [ 55 ] |
| 2016 | 25                  | British Album of the Year       | Победа    | [ 54 ] [ 55 ] |
| 2016 | «Hello»             | British Single of the Year      | Победа    | [ 54 ] [ 55 ] |
| 2016 | «Hello»             | British Music Video of the Year | Номинация | [ 54 ] [ 55 ] |

## British LGBH Awards
British LGBH Awards

## BT Digital Music Awards
Адель имеет 6 номинаций на британскую награду BT Digital Music Awards.
| Год  | Номинируемая работа     | Награда                          | Результат | Ref.   |
| ---- | ----------------------- | -------------------------------- | --------- | ------ |
| 2011 | Адель                   | Best Female Artist               | Номинация | [ 56 ] |
| 2011 | Адель                   | Best Independent Artist or Group | Победа    | [ 56 ] |
| 2011 | «Make You Feel My Love» | Best Song                        | Номинация | [ 56 ] |
| 2011 | «Someone Like You»      | Best Song                        | Номинация | [ 56 ] |
| 2011 | «Rolling in the Deep»   | Best Song                        | Номинация | [ 56 ] |
| 2011 | «Rolling in the Deep»   | Best Video                       | Номинация | [ 56 ] |

## CMT Music Awards

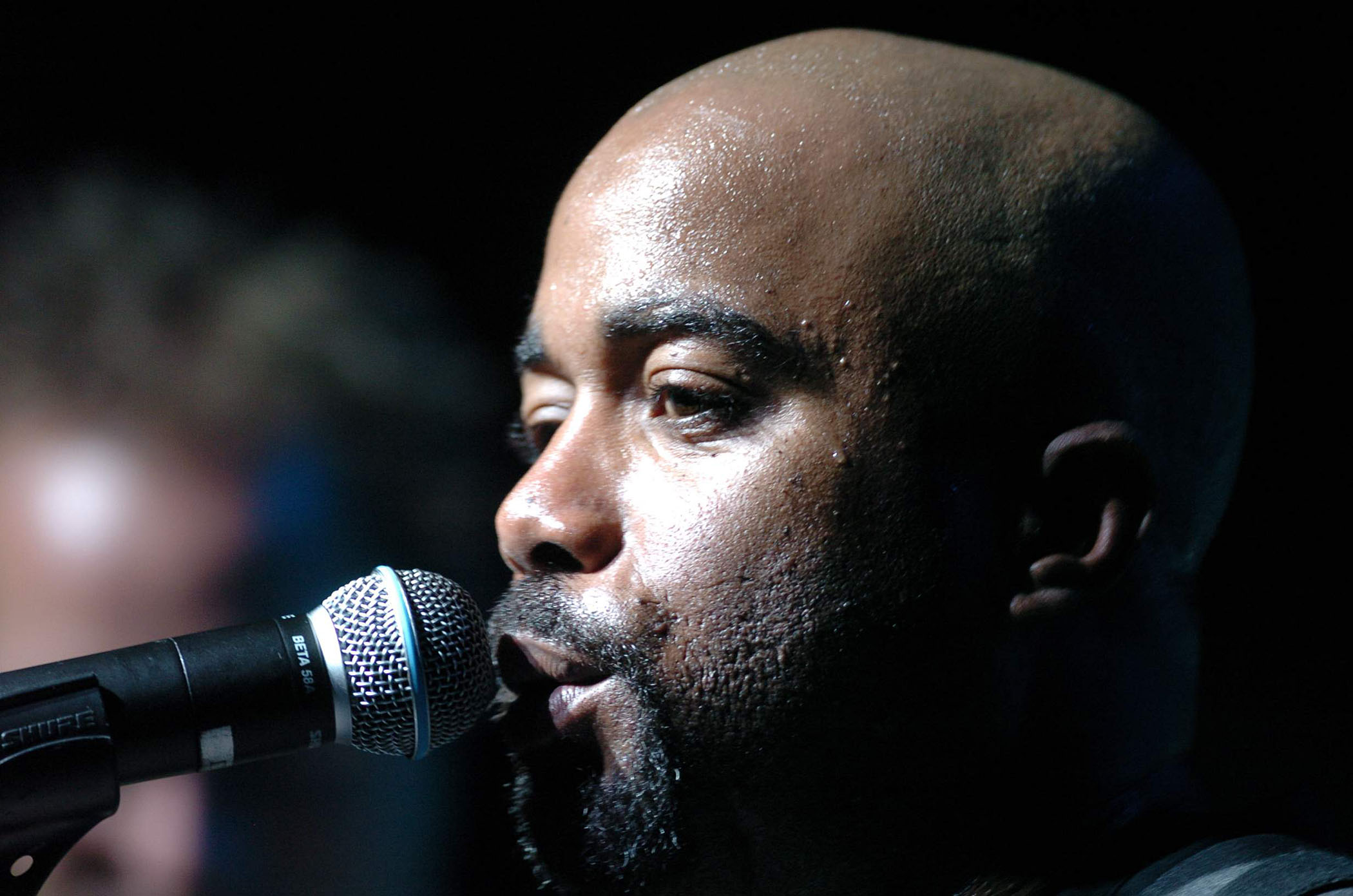
В 2011 году Адель и Darius Rucker были вместе номинированы на премию CMT Music Awards за их совместную работу 2010 года «Need You Now».

Премию CMT Music Awards присуждают по интернет-опросу фанов за видео-работы и телевизионные достижения в области кантри-музыки. Церемония проходит ежегодно в Nashville (США) на канале CMT.
| Год  | Номинируемая работа | Награда                     | Результат | Ref.   |
| ---- | ------------------- | --------------------------- | --------- | ------ |
| 2011 | «Need You Now»      | CMT Performance of the Year | Номинация | [ 57 ] |

## Daytime Emmy Awards
Daytime Emmy Award это американская награда, учреждённая Нью-Йоркской академией National Academy of Television Arts and Sciences для выявления лучших в США дневных ТВ-программ и их исполнителей. Рассматривается в качестве телевизионного Оскара или Грэмми.
| Год  | Номинируемая работа         | Категория                                                      | Результат | Ref.   |
| ---- | --------------------------- | -------------------------------------------------------------- | --------- | ------ |
| 2016 | «ADELE in Today Show (NBC)» | Outstanding Musical Performance in a Talk Show/Morning Program | Номинация | [ 58 ] |

## ECHO Music Awards
Музыкальная награда ECHO Music Awards была учреждена в 1992 году немецкой академией German Phonoakademie, культуральной организацией при German Music Industry Association (BVMI), для награждения самых успешных и выдающихся музыкантов. Победителей определяют представители звукозаписывающих компаний и лейблов, музыкальных издателей, музыкантов, критиков и других профессионалов немецкой музыкальной индустрии.
| Год  | Номинируемая работа | Категория                   | Результат | Ref.          |
| ---- | ------------------- | --------------------------- | --------- | ------------- |
| 2012 | Adele               | International Female Artist | Победа    | [ 61 ]        |
| 2012 | 21                  | Album of the Year           | Победа    | [ 61 ]        |
| 2016 | Adele               | International Female Artist | Победа    | [ 62 ] [ 63 ] |
| 2016 | 25                  | Album of the Year           | Номинация | [ 62 ] [ 63 ] |
| 2016 | «Hello»             | Hit of the Year             | Номинация | [ 62 ] [ 63 ] |

## European Border Breakers Awards
Премия European Border Breakers Award (EBBA) была учреждена в 2004 году Еврокомиссией и несколькими другими организациями и компаниями музыкального бизнеса Европы. Награждение происходит на ежегодной церемонии в Каннах. Адель имеет одну награду и одну номинацию.
| 2009 | 19 | Best Album | Победа |

## Glamour Women of the Year Awards
Адель имеет две награды из двух номинаций.
| 2009 | Adele | UK Solo Artist of the Year          | Победа |
| 2011 | Adele | UK Musician/Solo Artist of the Year | Победа |

## Grammy Awards
Премия «Грэмми» считается наиболее важной музыкальной наградой и вручается ежегодно Национальной академией искусства и науки звукозаписи. Адель выиграла 16 наград из 25 номинаций.

## Guinness World Records
Книга рекордов Гиннесса (The Guinness World Records) ежегодно публикует обновлённые мировые рекорды во всех областях деятельности человечества, включая музыку.
| Год  | Номинируемая работа           | Категория                               | Результат | Ссылки        |
| ---- | ----------------------------- | --------------------------------------- | --------- | ------------- |
| 2009 | Adele                         | Лучший новый исполнитель                | Победа    | [ 69 ] [ 70 ] |
| 2009 | «Chasing Pavements»           | Запись года                             | Номинация | [ 69 ] [ 70 ] |
| 2009 | «Chasing Pavements»           | Песня года                              | Номинация | [ 69 ] [ 70 ] |
| 2009 | «Chasing Pavements»           | Лучшее женское поп-исполнение           | Победа    | [ 69 ] [ 70 ] |
| 2010 | «Hometown Glory»              | Лучшее женское вокальное поп-исполнение | Номинация | [ 71 ]        |
| 2012 | 21                            | Альбом года                             | Победа    | [ 73 ]        |
| 2012 | 21                            | Best Pop Vocal Album                    | Победа    | [ 73 ]        |
| 2012 | «Rolling in the Deep»         | Запись года                             | Победа    | [ 73 ]        |
| 2012 | «Rolling in the Deep»         | Песня года                              | Победа    | [ 73 ]        |
| 2012 | «Rolling in the Deep»         | Best Short Form Music Video             | Победа    | [ 73 ]        |
| 2012 | «Someone Like You»            | Лучшее сольное поп-исполнение           | Победа    | [ 73 ]        |
| 2013 | «Set Fire to the Rain (Live)» | Лучшее сольное поп-исполнение           | Победа    | [ 74 ]        |
| 2014 | «Skyfall»                     | Лучшая песня к фильму                   | Победа    | [ 75 ]        |
| 2017 | 25                            | Альбом года                             | Победа    |               |
| 2017 | 25                            | Best Pop Vocal Album                    | Победа    |               |
| 2017 | «Hello»                       | Запись года                             | Победа    |               |
| 2017 | «Hello»                       | Песня года                              | Победа    |               |
| 2017 | «Hello»                       | Лучшее сольное поп-исполнение           | Победа    |               |
| 2023 | 30                            | Альбом года                             | Номинация |               |
| 2023 | 30                            | Best Pop Vocal Album                    | Номинация |               |
| 2023 | «Easy on Me»                  | Запись года                             | Номинация |               |
| 2023 | «Easy on Me»                  | Песня года                              | Номинация |               |
| 2023 | «Easy on Me»                  | Лучшее сольное поп-исполнение           | Победа    |               |
| 2023 | «Easy on Me»                  | Grammy Award Best Music Video           | Номинация |               |
| 2023 | «Adele One Night Only»        | Grammy Award Best Music Film            | Номинация |               |

| Год  | Номинируемая работа   | Категория                                                                                                  | Результат | Ссылки |
| ---- | --------------------- | --- | --------- | ------ |
| 2011 | Adele                 | Первая женщина, имеющая 2 сингла и 2 альбома в британской лучшей пятёрке UK top 5 одновременно             | Победа    | [ 76 ] |
| 2012 | 21                    | Первый альбом в истории британского чарта, достигший продаж в 3 млн копий за один календарный год          | Победа    | [ 77 ] |
| 2012 | 21                    | Наибольшее количество недель подряд на первом месте в британском чарте для сольного женского альбома (11)  | Победа    | [ 77 ] |
| 2012 | 21                    | Наибольшее количество недель в сумме на первом месте в британском чарте для сольного женского альбома (18) | Победа    | [ 77 ] |
| 2012 | 21                    | Цифровой альбом-бестселлер в Великобритании                                                                | Победа    | [ 78 ] |
| 2012 | 21                    | Цифровой альбом-бестселлер в США                                                                           | Победа    | [ 78 ] |
| 2012 | «Rolling in the Deep» | Цифровой сингл-бестселлер за календарный год в США                                                         | Победа    | [ 78 ] |
| 2012 | Adele                 | Первая женщина, достигшая цифровых продаж в 1 млн в США                                                    | Победа    | [ 78 ] |
| 2012 | Adele                 | Первый британский исполнитель, достигший цифровых продаж в 1 млн в США                                     | Победа    | [ 78 ] |
| 2012 | Adele                 | Исполнитель, который быстрее всех других достигший цифровых продаж в 1 млн в США                           | Победа    | [ 78 ] |
| 2016 | «Hello»               | Самое быстрое время для достижения 1 млрд просмотров на канале YouTube                                     | Победа    | [ 79 ] |

## IFPI Platinum Europe Awards
Награда The Platinum Europe Awards была учреждена в 1996 году федерацией International Federation of the Phonographic Industry (IFPI), и вручается артистам, продажи альбомов которых в Европе превысили 1 млн копий. Адель выиграла одну награду Platinum Award.
| Год  | Работа | Награда        | Результат | Ссылка |
| ---- | ------ | -------------- | --------- | ------ |
| 2011 | 21     | Platinum Award | Победа    | [ 80 ] |

## iHeartRadio Music Awards
iHeartRadio Music Awards это музыкальная награда, учреждённая iHeartRadio в 2014 году для самых популярных исполнителей и музыки у слушателей интернета Adele received one award out of five nominations.
| Год  | Номинируемая работа | Категория                 | Результат | Ref.          |
| ---- | ------------------- | ------------------------- | --------- | ------------- |
| 2016 | Adele               | Female Artist of the Year | Номинация | [ 82 ] [ 83 ] |
| 2016 | Adele               | Most Meme-able Moment     | Номинация | [ 82 ] [ 83 ] |
| 2016 | «Hello»             | Song of the Year          | Победа    | [ 82 ] [ 83 ] |
| 2016 | «Hello»             | Best Lyrics               | Номинация | [ 82 ] [ 83 ] |
| 2016 | 25                  | Album of the Year         | Номинация | [ 82 ] [ 83 ] |

## Independent Music Companies Association
Independent Music Companies Association ежегодно избирается ассоциацией компаний IMPALA Independent Music Companies Association.
| Год  | Номинируемая работа | Категория                              | Результат | Ref.   |
| ---- | ------------------- | -------------------------------------- | --------- | ------ |
| 2011 | 21                  | European Independent Album of the Year | Победа    | [ 85 ] |

## Ivor Novello Music Awards
Награда ежегодно вручается от имени The British Academy of Songwriters, Composers and Authors и The Ivors Committee, при спонсорстве PRS For Music. Церемония проходит в Лондонском отеле Grosvenor House..
| Год  | Номинируемая работа   | Категория                         | Результат | Ref.   |
| ---- | --------------------- | --------------------------------- | --------- | ------ |
| 2012 | Адель                 | Songwriter of the Year            | Победа    | [ 88 ] |
| 2012 | «Rolling in the Deep» | PRS for Music Most Performed Work | Победа    | [ 88 ] |
| 2012 | «Rolling in the Deep» | Best Song Musically and Lyrically | Номинация | [ 89 ] |
| 2012 | «Someone like You»    | PRS for Music Most Performed Work | Номинация | [ 89 ] |
| 2012 | 21                    | Album of the Year                 | Номинация | [ 89 ] |
| 2016 | Адель                 | Songwriter of the Year            | Победа    | [ 90 ] |
| 2017 | «When We Were Young»  | PRS for Music Most Performed Work | Номинация | [ 91 ] |

## Juno Awards
Канадская музыкальная награда Juno Awards.
| Год  | Номинируемая работа | Категория                       | Результат | Ref.   |
| ---- | ------------------- | ------------------------------- | --------- | ------ |
| 2012 | 21                  | International Album of the Year | Победа    | [ 94 ] |
| 2016 | 25                  | International Album of the Year | Победа    | [ 95 ] |
| 2016 | «Hello»             | Video of the Year               | Победа    | [ 95 ] |

## Los Premios 40 Principales
Los Premios 40 Principales это музыкальная награда от музыкальной радиостанции Los 40 Principales, вручаемая с 2006 года.
| Год  | Номинируемая работа | Категория                           | Результат | Ref.   |
| ---- | ------------------- | ----------------------------------- | --------- | ------ |
| 2012 | «Someone like You»  | International Song                  | Победа    | [ 97 ] |
| 2016 | Адель               | Best International Artist           | Номинация | [ 98 ] |
| 2016 | 25                  | International Recording of the Year | Номинация | [ 98 ] |
| 2016 | «Hello»             | International Song of the Year      | Номинация | [ 98 ] |
| 2016 | «Adele Live 2016»   | Tour of the Year                    | Номинация | [ 98 ] |

## Mercury Prize
Награда Mercury Prize (ранее известная как Mercury Music Prize и с 2004 называемая Nationwide Mercury Prize for sponsorship) ежегодно вручается за лучший альбом в Великобритании и Ирландии. Она была учреждена BPI и BARD (British Association of Record Dealers) в 1992 году в качестве альтернативы BRIT Awards. Премия ежегодно вручается в сентябре, а номинируется в июле. Адель имеет 2 номинации и 1 победу.
| Год  | Работа | Награда    | Результат | Ссылка  |
| ---- | ------ | ---------- | --------- | ------- |
| 2008 | 19     | Best Album | Номинация | [ 100 ] |
| 2011 | 21     | Best Album | Номинация | [ 101 ] |

## MOBO Awards
Премия MOBO Awards (Music of Black Origin) была учреждена в 1996 году и вручается ежегодно в Великобритании аристам любой расы и национальности за их вклад в исполнение музыки «чёрного происхождения» (включая R&B, хип-хоп, госпел и регги). Адель имеет 5 номинаций.
| Год  | Работа             | Награда              | Результат | Ref.    |
| ---- | ------------------ | -------------------- | --------- | ------- |
| 2008 | Адель              | Best UK Female       | Номинация | [ 103 ] |
| 2011 | Адель              | Best UK Act          | Номинация | [ 104 ] |
| 2011 | Адель              | Best UK R&B/Soul Act | Победа    | [ 104 ] |
| 2011 | 21                 | Best Album           | Номинация | [ 104 ] |
| 2011 | «Someone Like You» | Best Song            | Номинация | [ 104 ] |

## MP3 Music Awards
Премия MP3 Music Awards была учреждена в 2007 году и присуждается прямым народным голосованием.
| Год  | Работа             | Награда                | Результат | Ref.    |
| ---- | ------------------ | ---------------------- | --------- | ------- |
| 2011 | «Someone Like You» | Radio/Charts/Downloads | Победа    | [ 105 ] |

## MTV Europe Music Awards
Премия MTV Europe Music Awards была учреждена в 1994 году MTV Networks Europe для награждения самых лучших музыкальных видеороликов Европы. Адель имеет 6 номинаций и 1 победу.
| Год  | Работа                | Награда             | Результат | Ref.    |
| ---- | --------------------- | ------------------- | --------- | ------- |
| 2008 | Адель                 | Best UK/Ireland act | Номинация | [ 106 ] |
| 2011 | Адель                 | Best UK/Ireland act | Победа    | [ 107 ] |
| 2011 | Адель                 | Best European Act   | Номинация |         |
| 2011 | Адель                 | Best Female Act     | Номинация |         |
| 2011 | «Rolling in the Deep» | Best Song           | Номинация |         |
| 2011 | «Rolling in the Deep» | Best Video          | Номинация |         |
| 2016 | Адель                 | Best Female         | Номинация |         |
| 2016 | Адель                 | Best UK/Ireland Act | Номинация |         |
| 2016 | Адель                 | Best Live Act       | Номинация |         |
| 2016 | «Hello»               | Best Song           | Номинация |         |

## MTV Video Music Awards
Премия MTV Video Music Awards была учреждена в 1984 году MTV для награждения самых лучших музыкальных видеороликов. Адель была 8 номинирована и выиграла 3 награды за хит «Rolling in the Deep» вместе с режиссёром Nathan Parker, оператором Tom Townend и редактором Art Jones.
| Год  | Номинируемая работа   | Награда                        | Результат | Ссылки  |
| ---- | --------------------- | ------------------------------ | --------- | ------- |
| 2008 | «Chasing Pavements»   | Best Choreography              | Номинация | [ 109 ] |
| 2011 | «Rolling in the Deep» | Video of the Year              | Номинация | [ 110 ] |
| 2011 | «Rolling in the Deep» | Best Female Video              | Номинация | [ 110 ] |
| 2011 | «Rolling in the Deep» | Best Pop Video                 | Номинация | [ 110 ] |
| 2011 | «Rolling in the Deep» | Best Direction                 | Номинация | [ 110 ] |
| 2011 | «Rolling in the Deep» | Best Art Direction in a Video  | Победа    | [ 110 ] |
| 2011 | «Rolling in the Deep» | Best Cinematography in a Video | Победа    | [ 110 ] |
| 2011 | «Rolling in the Deep» | Best Editing in a Video        | Победа    | [ 110 ] |

## MTV Video Music Brazil
Премия MTV Video Music Brazil была учреждена в 1996 году и известна как VMB, ежегодная церемония выходит на канале MTV Brasil. Победителей выбирают зрители. Адель имеет 1 номинацию.
| Год  | Номинируемая работа | Награда                | Результат | Ссылки  |
| ---- | ------------------- | ---------------------- | --------- | ------- |
| 2011 | Адель               | Best International Act | Номинация | [ 111 ] |

## mtvU Woodie Awards
Студенческий круглосуточный 24-часовой телеканал mtvU является подразделением MTV Networks и принадлежит Viacom, вещает на более чем 750 колледжей и университетских кампусов США. Ежегодное церемониальное шоу mtvU называется mtvU Woodie Awards Архивная копия от 4 февраля 2009 на Wayback Machine, победителей выбирают онлайновым голосованием фанов. Адель имеет 1 номинацию.
| Год  | Номинируемая работа | Награда                                    | Результат | Ссылки  |
| ---- | ------------------- | ------------------------------------------ | --------- | ------- |
| 2008 | «Chasing Pavements» | Best Video Woodie (Best Video of the Year) | Номинация | [ 114 ] |

## NRJ Music Awards
Премия NRJ Music Awards была учреждена в 2000 году французской радиостанцией NRJ в партнёрстве с телеканалом TF1 (French television network). Адель имеет 3 награды из 4 номинаций.
| Год  | Номинируемая работа | Категория                               | Результат | Ссылки          |
| ---- | ------------------- | --------------------------------------- | --------- | --------------- |
| 2012 | Adele               | International Breakthrough of the Year  | Победа    | [ 115 ]         |
| 2012 | «Someone like You»  | International Song of the Year          | Победа    | [ 115 ]         |
| 2013 | Adele               | International Female Artist of the Year | Номинация | [ 116 ] [ 117 ] |
| 2015 | Adele               | NRJ Artist of Honor                     | Победа    | [ 118 ]         |

## NME Awards
NME Awards была создана журналом NME в 1953.
| Год  | Номинируемая работа | Категория                     | Результат | Ссылки  |
| ---- | ------------------- | ----------------------------- | --------- | ------- |
| 2012 | Adele               | Best Solo Artist              | Номинация | [ 120 ] |
| 2016 | Adele               | Best British Solo Artist      | Номинация | [ 121 ] |
| 2016 | Adele               | Hero of the Year              | Номинация | [ 121 ] |
| 2016 | Return Adele        | Best Music Moment of the Year | Номинация | [ 121 ] |
| 2017 | Адель               | Best British Female           | Номинация | [ 122 ] |
| 2017 | Адель               | Best Festival Headliner       | Победа    | [ 122 ] |
| 2017 | Адель               | Hero of the Year              | Номинация | [ 122 ] |

## Nickelodeon Kids' Choice Awards
Ежегодная награда Nickelodeon Kids' Choice Awards проводится на кабельном канале Nickelodeon голосованием зрителей.
| Год  | Номинируемая работа                | Категория                 | Результат | Ссылки  |
| ---- | ---------------------------------- | ------------------------- | --------- | ------- |
| 2013 | Adele                              | Favorite Female Singer    | Номинация | [ 124 ] |
| 2016 | Adele                              | Favorite Female Singer    | Номинация | [ 125 ] |
| 2016 | «Hello»                            | Favorite Song of the Year | Победа    | [ 125 ] |
| 2017 | Adele                              | Favorite Female Singer    | Номинация | [ 126 ] |
| 2017 | «Send My Love (To Your New Lover)» | Favorite Song             | Номинация | [ 126 ] |

## Nickelodeon UK Kids Choice Awards
Ежегодная британская награда Nickelodeon UK Kids' Choice Awards (или KCAs) похожа на американскую версию и австралийскую версию Adele has won two awards from two nominations.
| Год  | Номинируемая работа | Категория      | Результат | Ссылки  |
| ---- | ------------------- | -------------- | --------- | ------- |
| 2012 | Адель               | Best UK Female | Победа    | [ 128 ] |
| 2013 | Адель               | Best UK Female | Победа    | [ 129 ] |

## People’s Choice Awards
Ежегодная премия США. Адель имеет 9 номинаций.
| Год  | Номинируемая работа                       | Категория                      | Результат | Ссылки  |
| ---- | ----------------------------------------- | ------------------------------ | --------- | ------- |
| 2012 | Adele                                     | Favorite Female Artist         | Номинация | [ 131 ] |
| 2012 | 21                                        | Favorite Album of the Year     | Номинация | [ 131 ] |
| 2012 | «Rolling in the Deep»                     | Favorite Song of the Year      | Номинация | [ 131 ] |
| 2012 | «Rolling in the Deep»                     | Favorite Music Video           | Номинация | [ 131 ] |
| 2013 | Adele                                     | Favorite Female Artist         | Номинация | [ 132 ] |
| 2013 | Adele                                     | Favorite Pop Artist            | Номинация | [ 132 ] |
| 2017 | Adele                                     | Favorite Female Artist         | Номинация | [ 133 ] |
| 2017 | Adele                                     | Favorite Pop Artist            | Номинация | [ 133 ] |
| 2017 | James Corden’s Carpool Karaoke with Adele | Favorite Comedic Collaboration | Номинация | [ 133 ] |

## Premios Oye!
Ежегодная премия Premios Oye! вручается мексиканской академией музыки (Academia Nacional de la Música en México) за выдающиеся достижения в музиндустрии Мексики. Адель получила одну награду.
| Год  | Работа | Награда                         | Результат | Ref.    |
| ---- | ------ | ------------------------------- | --------- | ------- |
| 2012 | 21     | International Album of the Year | Победа    | [ 134 ] |

## Q Awards
Премия Q Awards вручается ежегодно в Великобритании журналом Q за лучшие музыкальные достижения. Победителя определяют, как по опросу читателей Q (онлайн), так и редколлегией и экспертами. Адель была номинирована в 2008 году. В 2011 году она была номинирована трижды и одержала победу в двух категориях.
| Год  | Номинируемая работа   | Категория             | Результат | Ссылки  |
| ---- | --------------------- | --------------------- | --------- | ------- |
| 2008 | Adele                 | Breakthrough Artist   | Номинация | [ 138 ] |
| 2011 | Adele                 | Best Female Artist    | Победа    | [ 139 ] |
| 2011 | «Rolling in the Deep» | Best Track            | Победа    | [ 139 ] |
| 2011 | «Someone like You»    | Best Track            | Номинация | [ 140 ] |
| 2012 | Adele                 | Best Solo Artist      | Номинация | [ 141 ] |
| 2017 | Adele                 | Best Act In The World | Номинация | [ 142 ] |

## Radio Disney Music Awards
Radio Disney Music Awards (RDMA) это ежегодная награда и шоу, которое проводится американской радиосетью Radio Disney. С 2013 церемония транслируется по Disney Channel.
| Год  | Номинируемая работа | Категория                          | Результат | Ссылки  |
| ---- | ------------------- | ---------------------------------- | --------- | ------- |
| 2016 | Adele               | She’s The One — Best Female Artist | Номинация | [ 144 ] |
| 2016 | «Hello»             | Heartbreak — Best Breakup Song     | Номинация | [ 144 ] |

## Shorty Awards
Shorty Awards.
| Год  | Номинируемая работа | Категория                      | Результат | Ref.    |
| ---- | ------------------- | ------------------------------ | --------- | ------- |
| 2016 | Адель               | Arts & Entertainment: Musician | Победа    | [ 146 ] |

## Soul Train Music Awards
Премия в области R&B и соул музыки Soul Train Music Awards учреждена в 1987 году организаторами музыкального шоу Soul Train.
| Год  | Номинируемая работа   | Категория                                | Результат | Ссылки  |
| ---- | --------------------- | ---------------------------------------- | --------- | ------- |
| 2011 | 21                    | Album of the Year                        | Номинация | [ 148 ] |
| 2011 | «Rolling in the Deep» | The Ashford & Simpson Songwriter’s Award | Номинация | [ 148 ] |
| 2011 | «Rolling in the Deep» | Song of the Year                         | Номинация | [ 148 ] |
| 2016 | «Hello»               | Song of the Year                         | Номинация | [ 149 ] |
| 2016 | «Hello»               | Ashford & Simpson Songwriter’s Award     | Номинация | [ 149 ] |

## South Bank Sky Arts Awards
South Bank Sky Arts Awards
| Год  | Номинируемая работа | Категория | Результат | Ref.    |
| ---- | ------------------- | --------- | --------- | ------- |
| 2012 | Адель               | Pop Music | Номинация | [ 151 ] |

## Teen Choice Awards
Ежегодная награда Teen Choice Awards вручается телесетью Fox Network.
| Год  | Номинируемая работа    | Категория                    | Результат | Ref.    |
| ---- | ---------------------- | ---------------------------- | --------- | ------- |
| 2011 | Адель                  | Choice Music Female Artist   | Номинация | [ 153 ] |
| 2011 | Адель                  | Choice Breakout Artist       | Номинация | [ 153 ] |
| 2011 | «Rolling in the Deep»  | Choice Break-Up Song         | Номинация | [ 153 ] |
| 2012 | «Set Fire to the Rain» | Choice Music Single — Female | Номинация | [ 154 ] |
| 2012 | Адель                  | Choice Music Female Artist   | Номинация | [ 154 ] |
| 2016 | «Hello»                | Choice Music Single — Female | Номинация | [ 155 ] |

## Urban Music Awards
Премия Urban Music Awards (Великобритания) вручается на ежегодной церемонии с 2003 года лучшим исполнителям, продюсерам, клубным диджеям, радиостанциям и звукозаписывающим лейблам, работающим с музыкой следующих стилей: R&B, HipHop, Soul и Dance Music. Адель имеет одну победу и 4 номинации.
| Год  | Работа | Награда            | Результат | Ссылка        |
| ---- | ------ | ------------------ | --------- | ------------- |
| 2008 | Адель  | Best Jazz Act      | Победа    | [ 2 ] [ 157 ] |
| 2008 | Адель  | Best Neo Soul Act  | Номинация | [ 2 ] [ 157 ] |
| 2011 | Adele  | Best Female Artist | Номинация | [ 158 ]       |
| 2011 | 21     | Best Album         | Номинация | [ 158 ]       |

## UK Video Music Awards
Премия UK Music Video Awards вручается от имени www.bugvideos.co.uk, за лучшие музыкальные видео. Адель имеет 2 награды и 3 номинации.
| Год  | Работа                | Награда                                | Результат |
| ---- | --------------------- | -------------------------------------- | --------- |
| 2011 | «Rolling In The Deep» | Best Pop Video                         | Победа    |
| 2011 | «Rolling In The Deep» | Best Cinematography in A Video         | Победа    |
| 2011 | «Rolling In The Deep» | Best Art Direction & Design in a Video | Номинация |

## World Music Awards
World Music Awards вручается с 1989 года от имени International Federation of the Phonographic Industry (IFPI).
| Год  | Номинируемая работа | Категория                            | Результат | Ref.    |
| ---- | ------------------- | ------------------------------------ | --------- | ------- |
| 2014 | Adele               | World’s Best Female Artist           | Номинация | [ 160 ] |
| 2014 | Adele               | World’s Best Entertainer of the Year | Номинация | [ 160 ] |
| 2014 | 21                  | World’s Best Album                   | Номинация | [ 160 ] |
| 2014 | «Rumour Has It»     | World’s Best Song                    | Номинация | [ 160 ] |

## World Soundtrack Awards
World Soundtrack Awards вручается академией World Soundtrack Academy за достижения в написании музыки к фильмам.
| Год  | Номинируемая работа | Категория                                      | Результат | Ref.    |
| ---- | ------------------- | ---------------------------------------------- | --------- | ------- |
| 2013 | «Skyfall»           | Best Original Song Written Directly for a Film | Победа    | [ 162 ] |